# Rudolf Bommer
Rudolf Bommer (Aschaffenburg, 1957. augusztus 19. –) olimpiai bronzérmes nyugatnémet válogatott német labdarúgó, középpályás, edző.

## Pályafutása

### Klubcsapatban
1964-ben a TV 1860 Aschaffenburg csapatában kezdte a labdarúgást, majd Viktoria Aschaffenburg és a Kickers Offenbach korosztályos csapataiban folytatta. 1976-ban a Fortuna Düsseldorf csapatában mutatkozott be az élvonalban. A düsseldorfi együttessel két nyugatnémet kupát nyert és tagja volt az 1978–79-es idényben KEK-döntős csapatnak, amely csak hosszabbításban, drámai körülmények között kapott ki a Barcelonától 4–3-ra. 1985 és 1988 között a Bayer Uerdigen játékosa volt és tagja volt az 1985–86-os idényben bajnoki bronzérmes együttesnek. 1988 és 1992 között egyik nevelő klubjában, a Viktoria Aschaffenburgban szerepelt. 1992 és 1997-ben az Eintracht Frankfurt labdarúgója volt és tagja az 1992–93-as idényben bajnoki bronzérmes csapatnak. 1998-ban még 41 évesen játszott a Viktoria Aschaffenburg együttesében, majd visszavonult az aktív labdarúgástól.

### A válogatottban
1984-ben hat alkalommal szerepelt a nyugatnémet válogatottban. Részt vett az 1984-es franciaországi Európa-bajnokságon és az 1984-es Los Angeles-i olimpián. 1988-ban a szöuli olimpián bronzérmet szerzett a nyugatnémet válogatottal.

### Edzőként
1992 és 1994 között a FC Kleinwallstadt edzője volt. 1994 és 1997 között az Eintracht Frankfurtnál tevékenykedett. Első idényében a második csapatnál vezetőedző, majd az első csapatnál segédedző volt. 1997 júliusa és 1998 áprilisa között a VfR Mannheim vezetőedzőjeként dolgozott.
Ezt követően 1998 júniusától a Viktoria Aschaffenburg vezetőedzője lett 2000 júniusáig. Bommer 2000 októberében lett a Wacker Burghausen vezetőedzője és 4–3-as győzelemmel mutatkozott be korábbi klubja, a VfR Mannheim ellen. 2004 júliusában elhagyta a burghauseni csapatot és a TSV 1860 München szakmai irányítását vette át. Megbízatását 2004 decemberében visszavonták, miután 15 bajnoki mérkőzésből csak ötöt nyert meg a csapattal. Ezt követően az 1. FC Saarbrücken vezetőedzője volt 2005 augusztusa és 2006 májusa között. 2006 júliusa és 2008 novembere között az MSV Duisburg szakmai munkáját irányította. 80 bajnoki mérkőzésen ült a kispadon és ebből 28 győzelemmel, 21 döntetlennel, 31 vereséggel végződött. 2001 júliusa és decembere között ismét a Wacker Burghausen edzője volt. 2012 januárjában az Energie Cottbus vezetőedzője lett és 2013 novemberéig maradt ebben a pozícióban.

## Sikerei, díjai

### Játékosként
NSZK
- Olimpiai játékok
  - bronzérmes: 1988, Szöul

 Fortuna Düsseldorf
- Nyugatnémet kupa (DFB-Pokal)
  - győztes: 1979, 1980
  - döntős: 1978
- Kupagyőztesek Európa-kupája (KEK)
  - döntős: 1978–79

 Bayer Uerdingen
- Nyugatnémet bajnokság (Bundesliga)
  - 3.: 1985–86

 Eintracht Frankfurt
- Német bajnokság (Bundesliga)
  - 3.: 1992–93

### Edzőként
Wacker Burghausen
- Német bajnokság (Regionalliga - Süd)
  - bajnok: 2001–02

 MSV Duisburg
- Német bajnokság (2. Bundesliga)
  - 3.: 2006–07